# 斯廷内斯—列金协议
斯廷内斯－列金协议（德語：Das Stinnes-Legien-Abkommen），是1918年11月15日，由工业巨头胡戈·斯廷内斯与工会领袖卡尔·列金签订的保障德国劳工权利的条约。条约包括引入八小时工作制、承认工会是劳工的正式代表、允许在雇员公司成立工人委员会等。